# Enfermedad de almacenamiento de glucógeno tipo VI

Estructura del glucógeno.

La enfermedad de almacenamiento de glucógeno tipo VI o enfermedad de Hers es una de las glucogenosis o enfermedades por almacenamiento de glucógeno. Se han descrito al menos 14 en la literatura, pero son 8 las clínicamente importantes, recibiendo cada una un nombre y una letra. La enfermedad de Hers es la glucogenosis tipo VI, su nombre se debe a Henri G. Hers, quien la caracterizó en 1959, y se debe a la deficiencia de la enzima glucógeno fosforilasa hepática.

## Fisiopatología
Debido al defecto enzimático, las vías metabólicas de los carbohidratos se ven bloqueadas y se acumula un exceso de glucógeno en los tejidos afectados. Dependiendo del defecto enzimático es o son los órganos afectados. En el caso de la enfermedad de Hers, la enzima es específica del hígado y de los eritrocitos. Esto hace que se acumule glucógeno en el hígado y que se produzca hipoglicemia. Debido a que se puede almacenar el exceso de glucosa en forma de glucógeno, pero no se puede recuperar la misma, hay periodos de hipoglicemia, que si se prolonga puede llevar a un estado de cetosis.

## Cuadro clínico
El curso de esta enfermedad es benigno. El paciente se presenta con hepatomegalia y retraso en el crecimiento en la infancia. Puede haber periodos de hipoglucemia. También hiperlipidemia leve.
No se afectan los músculos ni el corazón. No se produce retraso mental ni se acorta la vida.

## Diagnóstico
Si se sospecha la enfermedad se pueden hacer pruebas genéticas de una muestra de sangre o de saliva. No es necesario hacer biopsia hepática.[cita requerida]

## Enlaces
- Enlace a la Asociación Española de Enfermos de Glucogenosis

- Datos: Q1947298
- Multimedia: Glycogen storage disease type VI / Q1947298